# Wupper-Vorsperre
Die Wupper-Vorsperre ist eine Vorsperre der Wuppertalsperre. Sie wurde rund 10 Jahre vor der Wuppertalsperre nördlich von Hückeswagen (Nordrhein-Westfalen) gebaut. Baubeginn war am 5. November 1974, Inbetriebnahme am 11. November 1976. Das gestaute Gewässer ist die Wupper; der Stausee dient der Naherholung.

## Bauwerk
Das Absperrbauwerk ist eine Gewichtsstaumauer mit einem festen Überlaufwehr.
Das Wehr hat 10 Felder mit einer gesamten Öffnungsbreite von 93 m. Bei acht Feldern liegt die Überfallhöhe auf 251,30 m ü. NN und bei zwei Feldern auf 251,20 m ü. NN für das Niedrigwasser. Wenn die inzwischen gebaute Wuppertalsperre voll eingestaut ist, ist der Überlauf der Vorsperre überstaut und nur noch die Brücke sichtbar.
Betreiber der Anlage ist der Wupperverband.
Diese Vorsperre wird in der ICOLD-Liste als eine der „großen Talsperren“ in Deutschland geführt.